# Veduta

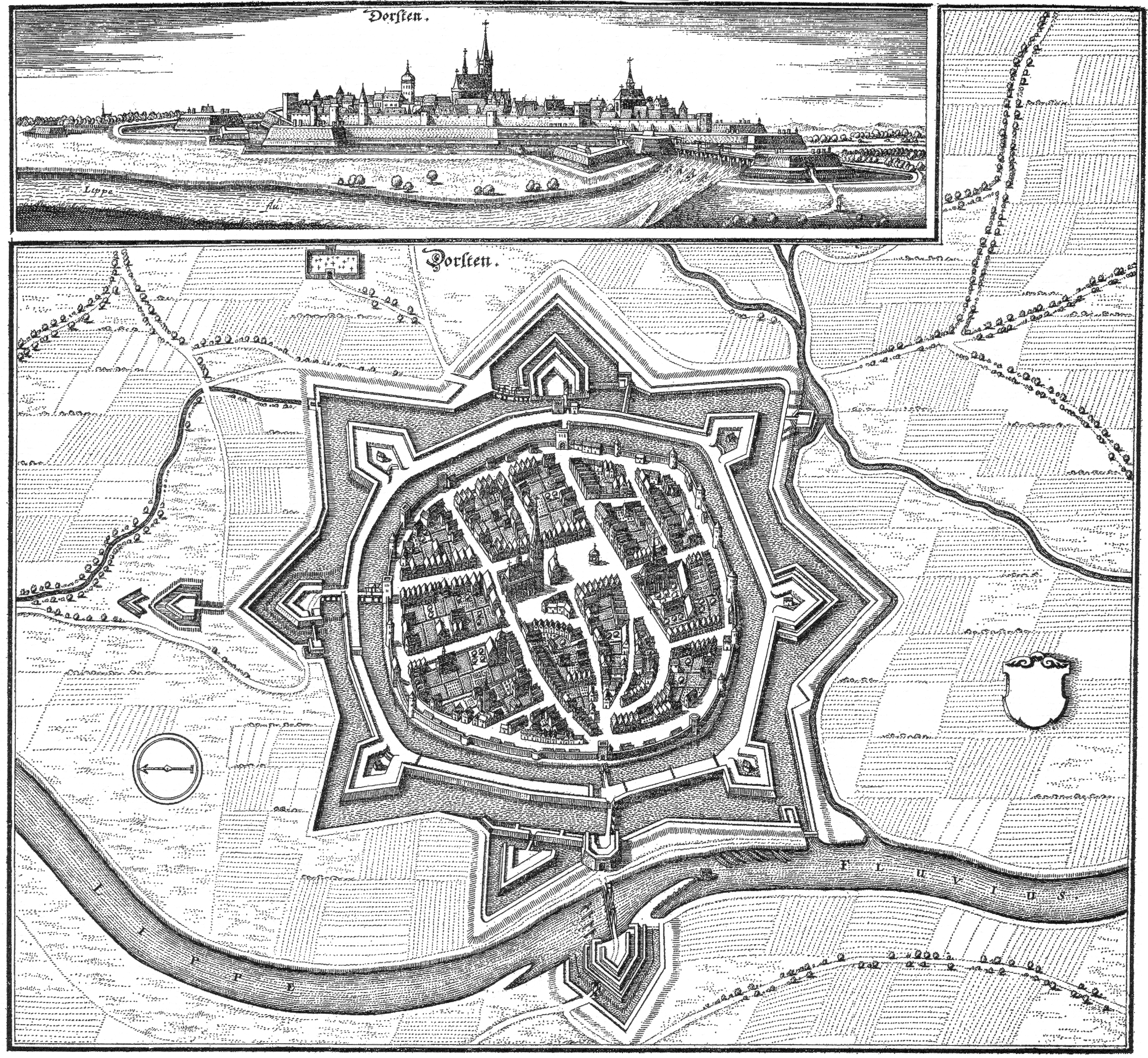
Stará mapa s vedutou v horní části

Veduta je věcný, topograficky přesný malířský nebo grafický záznam například výseku krajiny s bočním pohledem na město, obvykle v širším zorném úhlu.

## Rozvoj a vrchol vedut

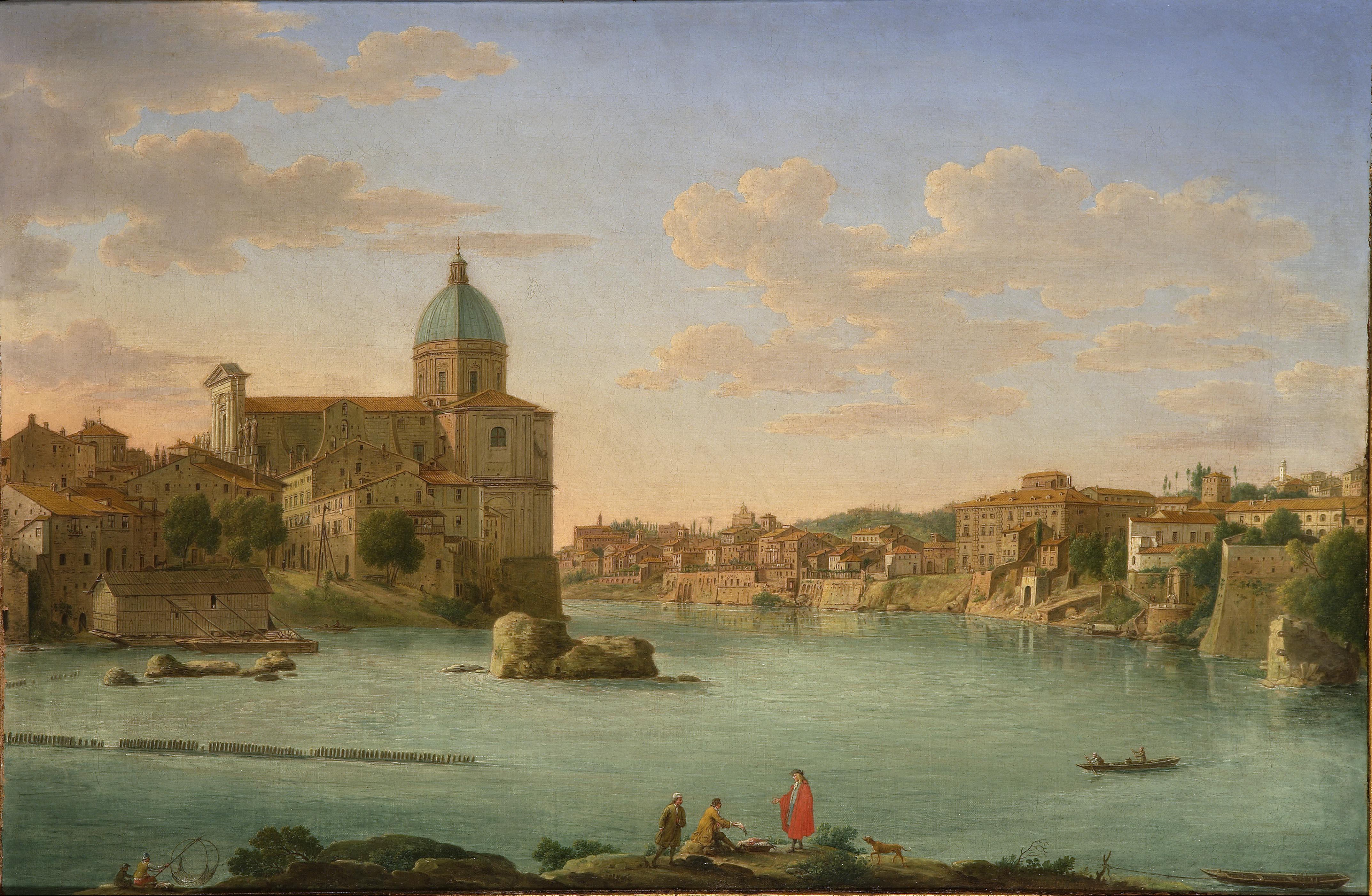
Hendrik Frans van Lint: Pohled na San Giovanni dei Fiorentini, Řím, 1739

Veduty byly rozšířeny od 17. století do poloviny 19. století, používány např. na starých mapách; svého vrcholu dosáhlo malířství vedut v 17. a 18. století v Nizozemí a Benátkách. Postupně bylo vytlačováno fotografií.
Významnými evropskými vedutisty, tj. malíři vedut, byli mj. oba Canalettové, malíř římských ruin Giovanni Paolo Pannini, Francouz Claude Joseph Vernet nebo vlámský malíř Hendrik Frans van Lint.

## Významní čeští vedutisté
Předními českými vedutisty byli:
- v 17. století Václav Hollar (1607—1677)[2]
- v 19. století Vincenc Morstadt (1802—1875)
- veduty mnoha českých a moravských měst nakreslil též Jan Antonín Venuto (1746–1833), rodák z Jevišovic u Znojma.

## Veduty a skutečnost
Co se týče hodnověrnosti vedut jako historického pramene, existují jak veduty s vysokou dokumentační hodnotou, které věrohodně zachycují i drobné detaily, tak i veduty jako historický pramen k účelu poznání skutečného stavu krajiny zcela nepoužitelné, které znázorňují zcela nebo částečně idealizovanou krajinu, jako je posazení neexistující stavby do reálné krajiny nebo pokusy o tzv. ideální rekonstrukci objektů – např. pokusy o „dostavbu“ chrámu sv. Víta v Praze a jsou tak historickým pramenem k poznání spíše plánů a záměrů.

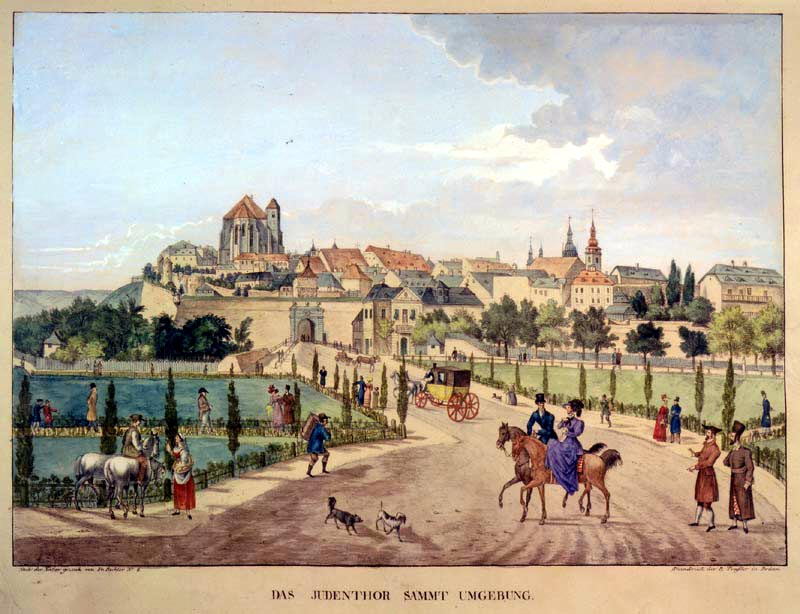
Veduta Brna od Fr. Richtera z poloviny 19. století